# Ignacio Zaragoza, San Juan Lalana
Ignacio Zaragoza är en ort i Mexiko.   Den ligger i kommunen San Juan Lalana och delstaten Oaxaca, i den sydöstra delen av landet, 400 km sydost om huvudstaden Mexico City. Ignacio Zaragoza ligger 248 meter över havet och antalet invånare är 1 357.
Terrängen runt Ignacio Zaragoza är kuperad. Runt Ignacio Zaragoza är det glesbefolkat, med 19 invånare per kvadratkilometer. Närmaste större samhälle är San José Río Manzo, 15,0 km norr om Ignacio Zaragoza. I omgivningarna runt Ignacio Zaragoza växer i huvudsak städsegrön lövskog.